# Takezaki Suenaga
Takezaki Suenaga est un nom japonais traditionnel ; le nom de famille (ou le nom d'école), Takezaki, précède donc le prénom (ou le nom d'artiste).
Takezaki Suenaga (竹崎 季長, 1246-1314) est un obligé de la province de Higo au Japon, qui prend part à la bataille de Bun'ei et à la bataille de Kōan au cours des invasions mongoles du Japon.

## Biographie
Takezaki commande le Mōko shūrai ekotoba, un rouleau illustré montrant son courage à la guerre, composé en 1293. Lors de l'invasion mongole de 1274, Suenaga combat à Hakata sous les ordres de Muto Kagesuke. Suenaga vend chevaux et selles afin de financer un voyage à Kamakura en vue de rendre compte au bakufu de ses actes au cours de la bataille. Pour recevoir des récompenses du bakufu pour des actes de bravoure, il est nécessaire pour les actes valeureux qu'ils soient certifiés par des témoins et signalés directement au bakufu. De son propre aveu dans les rouleaux, Suenaga dit : « À part progresser et faire reconnaître mes actes, je n'ai d'autre raison de vivre », montrant que, premièrement, il veut avancer en termes d'argent et de rang, et que, tout aussi important, il cherche la gloire et la reconnaissance.  
Suenaga déploie de grands efforts pour atteindre ce qu'il considère être l'honneur du guerrier. Bien qu'il ait l'ordre du commandant, Kagesuke, de se retirer au début, Suenaga désobéit. Revendiquant sa propre identité, il dit : « Attendre le général va nous amener en retard à la bataille. De tous les guerriers du clan, moi, Suenaga serai le premier de [la province de] Higo à me battre. » Se précipitant de son propre chef, Suenaga rencontre Kagesuke lui-même. Encore une fois Suenaga désobéit à des ordres, cette fois de ceux d'un obligé de Kagesuke. Quand il lui est ordonné de descendre de son cheval, il refuse en invoquant son désir d'être le premier dans la bataille.

## Source de la traduction
- (en) Cet article est partiellement ou en totalité issu de l’article de Wikipédia en anglais intitulé « Takezaki Suenaga » (voir la liste des auteurs).